# Лопатинка субальпійська
Лопатинка субальпійська (Scapania subalpina) — вид печіночників порядку юнгерманіальних (Jungermanniales).

## Поширення
Батьківщиною є Європа, Північна Америка, Азія.
Вид росте у вологих або мокрих, без вапна, кислих, світлих або сонячних місцях на весняних луках і болотах, на вкритих водою силікатних скелях або на берегах водойм.

## Характеристика
Рослина утворює потужні килимки від жовто-зелених до жовто-коричневих. Рослини досягають 5 сантиметрів у довжину та близько 2,5 (до 4) міліметрів у ширину. Дві частки листа приблизно однакового розміру, широкояйцеподібні та цілокраї або дещо зубчасті. Кіль листа злегка зігнутий і приблизно вдвічі менший за весь листок. Листкові клітини в середині листка тонкостінні, без кутових потовщень, розміром 25—30 мікрометрів. Статевий розподіл дводомний. Часто розвинені спорофіти. Виводкові тіла часто утворюються на часточках листя, вони двоклітинні, світло-зелені.